# Rhyacophila valuma
Rhyacophila valuma är en nattsländeart som beskrevs av Milne 1936. Rhyacophila valuma ingår i släktet Rhyacophila och familjen rovnattsländor. Inga underarter finns listade i Catalogue of Life.